# Sicseng
Sicseng, a víz alatti város (angolosan Shi Cheng), más néven Oroszlánváros egy ősi kínai város Csöcsiang tartományban, melyet a Han-dinasztia alapított több mint 2000 évvel (i. e. 206/202–Kr. u. 220) ezelőtt. Az Oroszlánváros nevet azért kapta, mert az Öt Oroszlán hegy lábánál fekszik.  A város 40 méterrel a víz alatt fekszik az 573 km²-es Csientao-tó (angolosan Qiandao) alatt. A környék közel 300 ezer lakóját áttelepítették, és az egykori településről elfeledkeztek. 

## Története
Shi Cheng 1959-ben süllyedt el, amikor a kínai kormány egy új vízi erőmű és gát megépítéséről döntött a területen, melynek következtében az ősi város víz alá került. A vidék elárasztásával jött létre a Qiandao mesterséges tó. Az Oroszlánváros most 25-40 méterre fekszik a víz alatt. Az elsüllyesztett város több évtizedig elfeledett volt.
A terület elárasztásakor létrejött Csientao-tó, vagyis az Ezer sziget tava 573 négyzetkilométeren terül el. Ahol korábban több mint ezer domb magaslott, most több mint ezer sziget található. Qiandao kristálytiszta vizéről, egzotikus erdejéről és szigeteiről híres. Az egykor virágzó város hamar a feledés homályába merült, és csak a 2000-es évek elején került újra a figyelem középpontjába. A következő évtizedekben nem sok szó esett róla, lakóit elköltöztették, a vízi erőmű dolgozói pedig nem tudtak róla. Több évtizeden keresztül érintetlenül hevert a víz alatt, megfeledkeztek róla; a búvárok fedezték fel újra az elsüllyedt várost.

## A város helyzete
A Csientao-tó alatt megbújó város mindössze 40 méterrel fekszik a víz alatt, így nem csak a profi búvárok számára található elérhető közelségben. Azóta folyamatos az érdeklődés, és egyre többen szeretnék megcsodálni ezt a minden tekintetben páratlan látványt. 2011-től még tovább nőtt az érdeklődés „Kelet Atlantisza” iránt, amikor a kínai National Geographic Magazine lélegzetelállító fotókat, illetve gyönyörűen kivitelezett illusztrációkat közölt, melyek azt mutatták be, hogyan nézhetett ki Sicseng városa fénykorában.

## A város díszei
A település 5 városkapuval és 265 boltívvel rendelkezett, melyeket domborművek és faragványok sokasága díszített: oroszlánok, sárkányok, főnixmadarak, pazarul megörökített történelmi események. Faragott lépcsősorok, érintetlen fagerendák és gyönyörű épületekből álló ősi kínai város, amelyet ötven éve süllyesztettek el egy tóban. Az utóbbi időben egyre több hobbibúvár fedezi fel magának. A víz leple elzárja, egyben védi is a maradványokat az erős napsugárzástól, széltől, esőtől és bármi egyéb eróziótól.

## Turisztika
A búvárok után egy kutatócsoport is lemerült, hogy megvizsgálja a romokat; a város több mint ötven éve érintetlen állapotban van. Ennek a lehetőségét ismerte fel nemrég az a térségi politikus, aki eltervezte, hogy népszerűsíti az elsüllyedt várost, és feltámasztja a térségben a búvárturizmust.